# Dilmo Franco de Campos
Dilmo Franco de Campos (ur. 15 marca 1972 w Formosa, zm. 1 sierpnia 2024 w Anápolis) – brazylijski duchowny katolicki, w latach 2020–2024 biskup pomocniczy Anápolis.

## Życiorys
Święcenia kapłańskie przyjął 10 stycznia 1998 i został inkardynowany do diecezji Formosa. Pracował głównie jako duszpasterz parafialny, był też m.in. diecezjalnym asystentem w duszpasterstwie rodzin, a także wychowawcą i rektorem seminarium duchownego w Goiânii.
27 listopada 2019 papież Franciszek mianował go biskupem pomocniczym diecezji Anápolis oraz biskupem tytularnym Ita. Sakry udzielił mu 25 stycznia 2020 biskup Jan Kazimierz Wilk.